# Messiah (musikgrupp)
Messiah är ett thrash/death metal-band från Schweiz som bildades 1984 av gitarristen Remo "Brögi" Brogg och släppte fem album mellan åren 1986 och 1994 innan gruppen splittrades. Bandet har sin huvudsakliga fan base i tysktalande länder, men det har uppmärksammats i Sverige att svensken Christofer Johnsson (Therion) gjorde ett inhopp som sångare i bandet och medverkade på bandets sista skiva innan gruppen splittrades.
Bandet gjorde en återföreningsspelning med sin klassiska sättning 2003, med Andy Kaina (sång), Remo "Brögi" Broggi (gitarr), Patrick Hersche (basgitarr) och Steve Karrer (trummor). Bandet återförenades 2017.

## Medlemmar
Nuvarande medlemmar
- Brögi (Remo Broggi) – gitarr (1984–1988, 1990–1995, 2003, 2017–)
- Frugi (Patrick Hersche) – basgitarr (1990–1992, 2003, 2017–)
- Steve Karrer – trummor (1990–1995, 2003, 2017–)
- Andy Kaina – sång (1990–1994, 2003, 2017–)

Tidigare medlemmar
- Jazzi (Rolf Heer) – trummor (1984–1988)
- Tschösi (Reto Wilhelm Kühne) – sång, basgitarr (1984–1988)
- Stony (Andre Steiner) – gitarr (1985; †)
- Dave Philips – basgitarr (1988)
- Pete Schuler – trummor (1990)
- Dani Raess – gitarr (1990)
- Oliver Koll – basgitarr (1994–1995)
- Christofer Johnsson – sång (1994–1995)

Turnerande medlemmar
- V.O. Pulver – gitarr (1987–1988)

## Diskografi
Demo
- Powertrash (1985)
- Live Baar (1985)
- The Infernal Thrashing (1985)
- Extreme Cold Weather (1987)
- Psychomorphia (1990)
- Unreleased Demo 1984 (2007)

Studioalbum
- Hymn to Abramelin (1986)
- Extreme Cold Weather (1987)
- Choir of Horrors (1991)
- Rotten Perish (1992)
- Underground (1994)

Livealbum
- Reanimation 2003 at Abart (2010)
- The Choir of Horrors and Rotten Perish Era Live (2018)

EP
- Psychomorphia (1991)
- The Ballad of Jesus (1994)

Samlingsalbum
- Extreme Cold Weather / Hymn to Abramelin (1990)
- Powertrash / The Infernal Thrashing (2004)
- Extreme Hymns and Ballads of a Rotten Psycho Underground Horror Cult (2012)
- The Mighty Chaos Has Returned (The Roots of Psychomorphia) (2018)
- Space Invaders (2018)

Video
- 20 Years of Infernal Thrashing Madness (DVD)	(2004)